# 동해시·태백시·삼척군
동해시·태백시·삼척군은 대한민국의 옛 국회의원 선거구이다. 당시 강원도 동해시, 태백시, 삼척군 지역을 관할했다.

## 역사
1981년 7월 1일, 삼척군 황지읍, 장성읍이 태백시로 승격되었다. 이에 따라 제12대 국회의원 선거를 앞두고 동해시·삼척군 선거구가 동해시·태백시·삼척군 선거구로 개편되었다.
1986년 1월, 삼척군 삼척읍이 삼척시로 승격되었다. 또한 제13대 국회의원 선거를 앞두고 소선거구제가 시행됨에 따라 동해시 선거구, 태백시 선거구, 삼척시·삼척군 선거구로 각각 분리되면서 폐지되었다.

## 역대 국회의원
| 선거   | 정당 | 정당       | 1위 의원 | 정당 | 정당   | 2위 의원 |
| ------ | ---- | ---------- | -------- | ---- | ------ | -------- |
| 1985년 |      | 민주정의당 | 김정남   |      | 무소속 | 김효영   |

## 역대 선거 결과

### 대한민국 제12대 국회의원 선거
|  | 45.73% |

|  | 21.10% |

|  | 18.44% |

|  | 9.39% |

|  | 3.77% |

|  | 1.54% |